# Місії Чосон до Японії

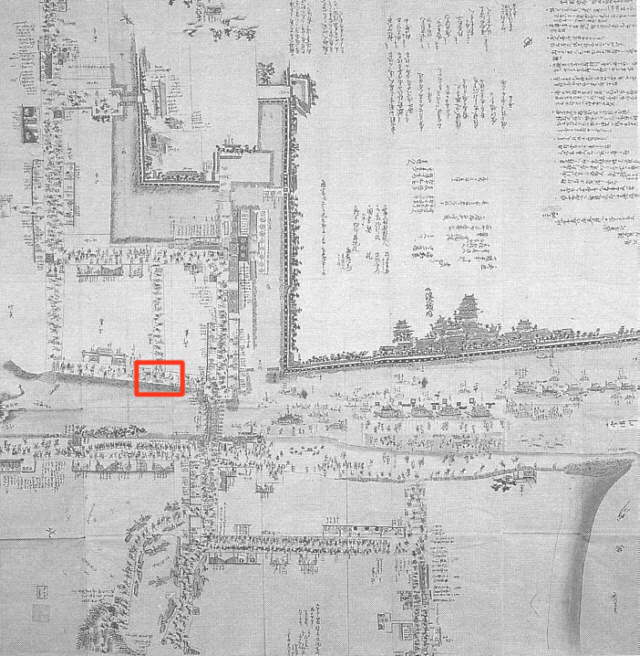
Малюнок, надісланий судом Чосон в Кореї до сьогунату Токугава в Японії, бл. 1748 рік

Місії Чосон до Японії - представляють вирішальний аспект міжнародних відносин між Кореєю часів правління корейської династії Чосон та Японії, а потім і Японської імперії.Це були контакти й спілкування між двома окремими державами. Підсумовуючи цю серію дипломатичних відносин можна побачити ілюстрацію чіткості дипломатичних відносин Чосон і їх політики сусідських відносин з 1392 по 1910 рік.
Хронологія цих дипломатичних й дострокових відносити стоїть сама по собі.Одначе ця довгострокова стратегічна політика контрастує з дипломатією відомою як «садае» (служіння Великому), яка характеризує відносини династії Чосон з Китаєм в той же історичний період.
Унікальний характер цих двосторонніх дипломатичних обмінів виник із концептуальної основи, розробленої китайськими чиновниками. Поступово теоретична модель буде модифікована. Модель, що змінюється, відображає еволюцію унікальних відносин між двома сусідніми державами. У 20 столітті дипломатичні зусилля держави Чосон у відносинах з сусідами державами зазнала невдачі (краху).

## Дипломатія Чосон
Генерал І Сон Г (посмертно відомий як Тхеджо ван Чосону) заснував «Королівство Великого Чосон» у 1392–1393 роках і заклав основу правління династії яка зберігала владу на Корейському півострові протягом п’ятисот років. Першим досягненням нового монарха стало покращення відносин між «Королівством великого Чосону» з Китаєм; і справді, Королівство Чосон виникла завдяки відмові генерала Генерал І Сон Г атакувати Китай у відповідь на набіги китайських бандитів. Зовнішня політика Королівства Чосон  розвивалася з попередніх засад. Наприклад, посланець Корьо Чон Монджу здійснив подорож до Японії в 1377 році;  і наслідки його зусиль стали помітні лише пізніше.
Як початковий крок у встановлені дипломатичних відносин, у 1402 році до Японії була відправлена дипломатична місія. Посланець держави Чосон прагнув до відновлення дружніх відносин між двома країнами, і йому було доручено відновити добрі відносини, які існували в давнину. Ця місія була успішною, і, як повідомляється, сьоґун Японії Асікаґа Йосіміцу отримав позитивне враження від цього початкового посольства. Подальші місії розвивали та підтримували контакти та обміни між двома сусідніми країнами.
Зі столиці держави Чосон до Японії до початку періоду Едо в Японії було відправлено не менше 70 дипломатичних місій. Умовно дипломатичне представництво складалося з трьох посланців — головного посланника, віцепосланника та посадової особи по документах. Також до місії були включені один або кілька офіційних авторів чи записувачів, які створили детальний звіт про місію. До дипломатичної делегації були включені й художники.
Взаємні дипломатичні місії тлумачилися як засіб спілкування між корейськими королями (монархами) та японськими сьоґунами (тогочасні воєнні правителі Японії) які були майже однакового рангу. Імператори Японії того часу були фігурантами, які не мали фактичної політичної чи військової влади в середині Японії , а фактичними політичними та військовими правителями тогочасної Японії, з якими спілкувався Чосон, були саме сьоґуни Японії, яких у багатьох іноземних державах представляли як «магнатів Японії». комунікації, щоб уникнути конфлікту з китаєцентричним світопорядком, в якому вищою владою був імператор Китаю, а всі правителі держав-данників були відомі як «царі».
Історію дипломатичних відносин між країнами  можна розділити на чотири частини: (а) до японських вторгнень у 1592–1598 рр.; (б) у контексті вторгнення; в) після вторгнення; і (г) у наш час.

## Дипломатичні місії Королівства Чосон досьоґунату Муромачі
Дипломатичні контакти і спілкування Королівства Чосон з Японією охоплювали офіційні посольства до сьоґунату Муроматі. Дипломатія Королівства Чосон також включала більш часті та менш офіційні дипломатичні обміни з японським даймьо (феодалом) острова Цусіма.
Крім того, звичним явищем були торгові місії між купцями цього району. Наприклад, понад 60 торгових місій на рік відбулися за період з 1450 по 1500 рр.
| Рік      | Відправник | Головний посланник Чосон | Японський сьогун | Офіційне призначення |
| -------- | ---------- | ------------------------ | ---------------- | --- |
| 1392 рік | Таеджо     | – ?                      | Асікага Йошіміцу | Відновлення дружніх відносин між двома країнами, згадуючи добрі стосунки, які існували в давнину                                          |
| 1398 р   | Таеджо     | Пак Тонг-чі.             | Асікага Йосімочі | Відповіді посланців; і шукати допомоги у придушенні піратських флотів, які називаються waegu (왜구) корейською або wakō (倭寇) японською. |
| 1404     | Taejong    | Йо Уй-сон                | Асікага Йосімочі | Відповідні посланці |
| 1406     | Taejong    | Yun Myǒng                | Асікага Йосімочі | Відповідні посланці |
| 1410     | Taejong    | Ян Су                    | Асікага Йосімочі | Відповіді посланців; висловлення співчуття з приводу смерті Йошіміцу; і пропонуючи надіслати копію рідкісного буддійського тексту.        |
| 1413     | Taejong    | Бак булочка ?            | Асікага Йосімочі | –? |
| 1420     | Седжонг    | пісня Hǔi-gyǒng          | Асікага Йосімочі | Відповідні посланці |
| 1423     | Седжонг    | Пак Хі-чжун              | Асікага Йошиказу | Відповіді посланців; і перевезення копії рідкісного буддійського тексту.                                                                  |
| 1424     | Седжонг    | Пак Ан-сін               | Асікага Йошиказу | Відповідні посланці |
| 1428     | Седжонг    | Pak Sǒ-saeng             | Асікага Йосінорі | Співчуття з приводу смерті Йосімочі; передаючи вітання з наступником Йосінорі                                                             |
| 1432     | Седжонг    | Yi Ye                    | Асікага Йосінорі | Відповідні посланці |
| 1439     | Седжонг    | Ко Tǔk-chong             | Асікага Йосінорі | Сусідські стосунки; і просити допомоги у придушенні розширеної діяльності ваегу ( вако ).                                                 |
| 1443 р   | Седжонг    | Бьон Хьо Мун             | Асікага Йосімаса | Співчуття з приводу смерті Йосінорі; і передає вітання з наступністю Йошикацу                                                             |

### 1392
На 1-му році правління короля Королівства Чосон Тхеджо  до Японії була відправлена дипломатична місія.

### 1398
На 6-му році правління короля Королівства Чосон Теджонга до Японії була відправлена дипломатична місія. Пак Тонг-чі та його свита прибули до Кіото на початку осені 1398 року (Оей 5, 8-й місяць). Сьоґун Асікага Йосімочі вручив посланнику офіційний дипломатичний лист; і подарунки були передані посланцю до суду Чосон.

### 1404
На 4-му році правління короля Королівства Чосон Теджонга до Японії була відправлена дипломатична місія.

### 1406
На 6-му році правління короля Королівства Чосон Теджонга до Японії була відправлена дипломатична місія.

### 1409–1410
На 10-му році правління короля  Королівства Чосон Теджонга в Кіото був прийнятий посол від двору Чосон. Ця подія 1409 року (Оей 16, 3-й місяць) вважалася знаменною.

### 1413
На 13-му році правління короля Королівства Чосон Теджонга до Японії була відправлена дипломатична місія.

### 1420
На 2-му році правління короля  Королівства Чосон Седжонга Великого до Японії була відправлена дипломатична місія.

### 1423
На 5-му році правління короля  Королівства Чосон Седжонга до Японії була відправлена дипломатична місія.

### 1424
На 6-му році правління короля  Королівства Чосон Седжонга до Японії була відправлена дипломатична місія.

### 1428
На 10-му році правління короля  Королівства Чосон Седжонга відправив Пак Со-сан як головного посланця місії до суду сьоґуна Асікага Йосінорі в Японії.

### 1432
На 14-му році правління короля  Королівства Чосон Седжонга до Японії була відправлена дипломатична місія.

### 1439
На 21-му році правління короля Королівства Чосон Седжонга до Японії була направлена дипломатична місія. Керівником цього посольства до сьоґуна Йосінорі був Ко Тяк Чонг.

### 1443
На 25-му році правління короля  Королівства Чосон Седжонга до японської столиці було відправлено посольство. Бьон Хьо Мун був головним посланником, надісланим судом Чосон. Посла прийняв у Кіото сьоґун Асікага Йосімаса.

## Дипломатичні місії Королівства Чосон до Тойотомі Хідейорі
Після падіння японського сьоґунату Асікага дипломатичні місії Королівства Чосон в Японії були направлені до Тойотомі Хідейоші, який виявився безперечно сильною людиною і лідером після смерті Оди Нобунаги в 1582 році . Менш формальні контакти з лідерами клану Со на Цусімі продовжили тривати.
Дипломатичні відносини були припинені в 1592 році, коли японські армії військове вторгнення на територію Королівства Чосон. Розірвані двосторонні відносини не були відновлені відразу після смерті Хідейосі в 1598 році; але японські війська поступово відійшли з окупованих земель на Корейському півострові.
| Рік      | Відправник | Головний посланник Чосон | Тайко             | Офіційне призначення                                                        |
| -------- | ---------- | ------------------------ | ----------------- | --------------------------------------------------------------------------- |
| 1590 рік | Сонджо     | Хван Юн Гіл              | Тойотомі Хідейоші | Вітаємо з об'єднанням Хідейоші                                              |
| 1596 рік | Сонджо     | Хван Сін                 | Тойотомі Хідейоші | Переговори про припинення бойових дій, відведення японських сил вторгнення. |

### 1590 рік
На 23-му році правління короля Королівства Чосон Сонджо дипломатична місія на чолі з Хван Юн Гілом була відправлена двором Чосон до Японії. Посла Чосон прийняв японський лідер Тойотомі Хідейоші.

### 1596 рік
На 29-му році правління короля Королівства Чосон Сонджо дипломатична місія на чолі з Хван Сіном супроводжувала послів династії Мін, які подорожували до Японії.

## Дипломатичні місії Королівства Чосон до сьогунату Токугава
Після відбиття японських загарбників нові дипломатичні відносини між Королівством Чосон, та з японським сьоґунатом Токугави розвивалися дещо інакше, ніж у попередні роки.
| Рік      | Відправник | Головний посланник Чосон | Японський сьогун  | Офіційне призначення                                                                                            |
| -------- | ---------- | ------------------------ | ----------------- | --- |
| 1607 рік | Сонджо     | Yŏ Ugil                  | Токугава Хідетада | Відповідь на запрошення Японії; спостереження внутрішньої японської політичної ситуації; репатріація полонених. |
| 1617 рік | Кванхегун  | O Yun'gyŏm               | Токугава Хідетада | Відповідь на запрошення Японії; вітаю з перемогою в облозі Осаки ; репатріація полонених.                       |
| 1624 рік | Injo       | Чонг Іп                  | Токугава Єміцу    | Відповідь на запрошення Японії; вітання з наступником сьогуна Єміцу ; репатріація полонених.                    |
| 1636 р   | Injo       | Ім Кван                  | Токугава Єміцу    | Святкування процвітання.                                                                                        |
| 1643 рік | Injo       | Юн Сонджі                | Токугава Єміцу    | Святкування дня народження сьогуна Єміцу.                                                                       |
| 1655 рік | Хьоджон    | Чо Хьонг                 | Токугава Іетсуна  | Вітаємо з наступником сьогуна Іетсуна.                                                                          |
| 1682 рік | Сукджонг   | Юнь Дживань              | Токугава Цунайоші | Вітаємо з наступником сьогуна Цунайоші.                                                                         |
| 1711 рік | Сукджонг   | Чо Тхе-ок                | Токугава Іенобу   | Вітаємо з наступником сьогуна Іенобу.                                                                           |
| 1719 рік | Сукджонг   | Hong Ch'jung             | Токугава Йошимуне | Вітаємо з наступником сьогуна Йошимуне.                                                                         |
| 1748 рік | Yeongjo    | Hong Kyehǔi              | Токугава Ієшіге   | Вітаємо з наступником сьогуна Ієшіге.                                                                           |
| 1764 рік | Yeongjo    | Джо Еом                  | Токугава Ієхару   | Вітаємо з наступником сьогуна Ієхару.                                                                           |
| 1811 рік | Сунджо     | Кім Ігйо                 | Токугава Іенарі   | Вітаємо з наступником сьогуна Іенарі.                                                                           |

### 1607 рік
На 40-му році правління короля Королівства Чосон, Чосон Сонджо  представники двору Чосон були відправлені до Японії. Ця дипломатична місія функціонувала на користь як японців, так і корейців як канал для розвитку політичної основи для торгівлі. Це посольство їздило до Едо на аудієнцію у сьоґуна Токугава Хідетада на 12-му році Кейчо, згідно з назвою японської епохи, яка використовувалася на той час. Yŏ Ugil був головним посланником Чосон; і його супроводжували ще 467 осіб.

### 1617 рік
На 9-му році правління короля Королівства Чосон, Чосона Кванхегуна, Чосон відправив місію в Едо; але посольство їздило лише до Кіото. Делегацію прийняв сьоґун Хідетада в замку Фушімі на 3-му році Генни, як японці рахували час. Головним посланцем був О Юнґьом , а в його партії було ще 428 осіб.

### 1624 рік
На 2-му році правління короля Королівства Чосон Інджо  делегація була відправлена в Едо з Чон Іпом як її головним посланцем. Розмір цієї дипломатики налічував 460. сьоґун Токугава Іеміцу прийняв посла в Едо. Посольство Чосон вважалося знаменною подією в 1-й рік Кан'ей, згідно з японським календарем.

### 1636 рік
На 14-му році правління короля Королівства Чосон Інджо до Японії була направлена дипломатична місія.  Послом короля Чосон був Ім Кван; і його супроводжували ще 478 осіб. Згідно з японським календарем, місія досягла Японії в 1635 році (Каней 13, 12-й місяць). Ця місія до двору сьоґуна Іеміцу в Едо також охоплювала паломництво до першого мавзолею сьоґуна в Нікко. Велика процесія сьоґуна, яка включала великий контингент Чосон, пройшла з Едо до Нікко в 4-му місяці 14-го року Кан'ей.

### 1643 рік
На 21-му році правління короля Королівства Чосон, Інджо  місію в Едо очолив Юн Сунджі. Чисельність делегації Чосон становила 477 осіб  Делегація прибула до двору сьоґуна в Едо на 20-й рік Каней, за японським календарем. Цю делегацію прийняли в суді сьогуна Іеміцу; а також завершили відвідування мавзолею сьогуна Іеайсу в Нікко.

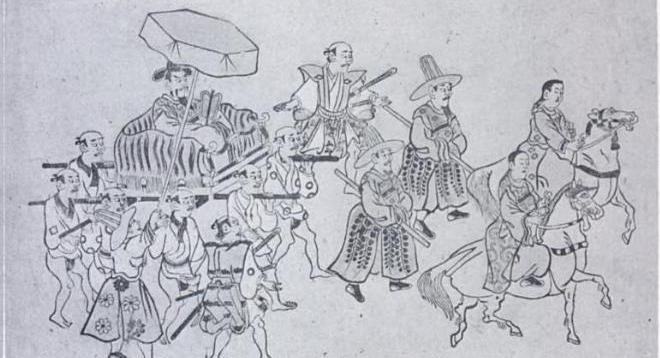
Корейський посланець і його свита в «Чосон Тонгсінса до Едо» 1655 року — відбиток приписується Хішікаві Моронобу, 1618–1694

На 6-му році правління короля Королівства Чосон Хьоджон, Чосон відправив місію до суду сьоґуна Токугава Іетсуна. Згідно з японською системою знайомств, ця місія прибула до Японії протягом 1-го року Мейрекі. Чо Хьонг був головним посланником посольства Чосон , а його свита налічувала 485 осіб . Після того, як посольство було прийнято в суді сьоґунату в Едо; і делегація продовжила Тошо-гу в Нікко.
На 8-му році правління короля Королівства Чосон, Сукджонга з двору Чосон була відправлена дипломатична місія при дворі сьоґуна Токугава Цунайоші.  Юнь Цзіван був головним емісаром; і його супроводжували ще 473 людини, які подорожували до Едо протягом 2-го року Тенни за японським календарем.

### 1711 рік
На 37-му році правління короля Королівства Чосон, Сукджонга посланник був відправлений до суду сьоґуна Токугави Іенобу. За японським календарем це посольство прибуло в перший рік Сотоку. Чо Тхеок був головним представником цього дипломатичного посольства; і чисельність його делегації становила 500 осіб.

### 1719 рік
На 45-му році правління короля Королівства Чосон, Сукджонга до Японії було відправлено посольство. Посланець Чосон та його партія прибули до Японії в 10-му місяці 4-го року Кьохо, згідно з японським календарем, який використовувався на той час. Король Сукджонг послав Хун Чжунга зі свитою 475 осіб  Посол Чосон отримав аудієнцію у сьоґуна Токугави Йосімуне.

### 1748 рік

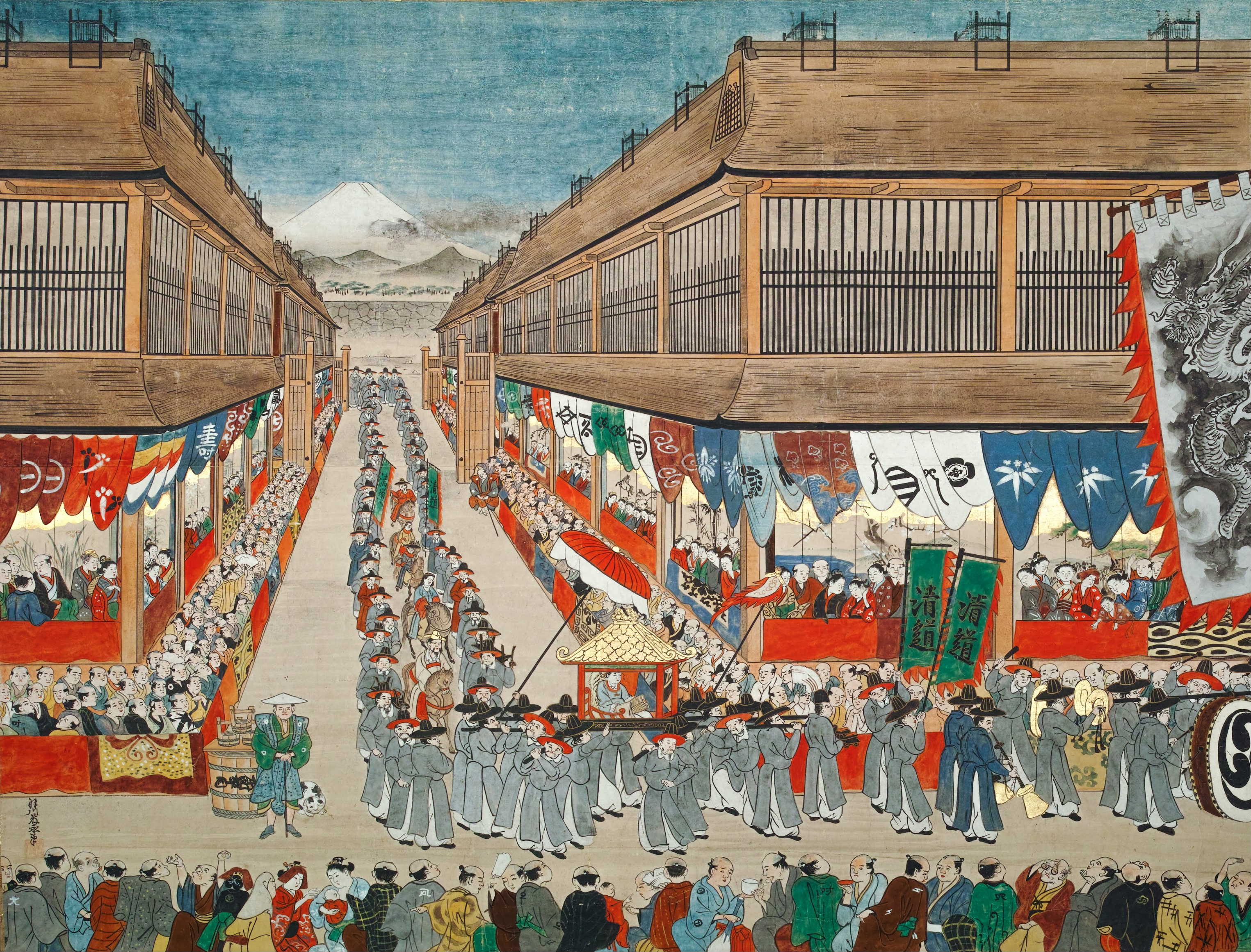
Це зображення процесії Чосон тонгсінса вулицями Едо в 1748 році має назву «Чосенджін Укіе» Ханегави Тоея, бл. 1748 рік.

На 24-му році правління короля Королівства Чосон, Чосон Йонджо, Чосон направив дипломатичну місію до Японії. Посланець Чосон і його свита прибули в Едо в 1-й рік Кан'ен за японським календарем. Головним посланцем цієї делегації Чосон був Хонг Кєхі; і його супроводжували ще 475 осіб.

### 1764 рік
На 40-му році правління короля Королівства Чосон, Йонджо до Японії був відправлений дипломатичний посланник. Ця місія при дворі сьоґуна Токугава Ієхару прибула до столиці сьогуна в 1-й рік Мейви, за японським календарем. Джо Еом був головним посланцем у 1764 році; і 477 подорожували з ним. Відома поетеса періоду Едо Фукуда Чійо-ні була обрана для підготовки офіційного японського подарунка, врученого корейській делегації, і вона створила та передала 21 твір на основі свого 21 хайку. Цей посол є важливою історичною фігурою, оскільки йому приписують введення солодкої картоплі як продовольчої культури в Кореї. Під час цієї дипломатичної місії зіткнулися з «новим» продуктом харчування.

### 1811 рік
На 11-му році правління короля Королівства Чосон, Сунджо з Чосона король відправив місію до двору сьоґуна Токугава Іенарі. Посольство не їздило далі від Цусіми. Представники сьоґун Іенарі зустріли місію на острові, який розташований в центрі Корейської протоки між Корейським півостровом і Кюсю. Головним представником цієї місії був Кім Ігьо; і в його свиті було 336 осіб.

## Адаптація дипломатичних відносин між Королівством Чосон і Японією
Двосторонні відносини між Королівства Чосон та Японією, постраждали від збільшення числа міжнародних контактів, які потребували адаптації та нового виду дипломатії. Японський період Сакоку («закрита країна») закінчився в 1854 році, змінивши всі регіональні відносини Японії.

### 1876 рік
Корейсько-японський договір 1876 р. знаменує собою початок нового етапу двосторонніх відносин.